# Comuna Mînkivți, Dunaiivți
Mînkivți (în ucraineană Миньківці) este o comună în raionul Dunaiivți, regiunea Hmelnîțkîi, Ucraina, formată din satele Horodîska, Katerînivka și Mînkivți (reședința).

## Demografie
Componența lingvistică a comunei Mînkivți
     Ucraineană (98,11%)
     Rusă (1,89%)
Conform recensământului din 2001, majoritatea populației comunei Mînkivți era vorbitoare de ucraineană (98,11%), existând în minoritate și vorbitori de rusă (1,89%).